# Kadiluk
Un kadiluk (en turc : kadılık), l'équivalent d'une kaza moderne, était une subdivision administrative de l'Empire ottoman dirigée par un cadi. Entité intermédiaire, le kadiluk faisait partie d'un sandjak et il était lui-même constitué de plusieurs nahijas.